# Торфорозроботки
Торфорозробо́тки (рос. Торфоразработки, ерз. Торфу) — селище у складі Темниковського району Мордовії, Росія. Входить до складу Андрієвського сільського поселення.
Населення — 10 осіб (2010; 22 у 2002).
Національний склад (станом на 2002 рік):
- мордва — 82 %